# Verkehrsbetriebe Schaffhausen

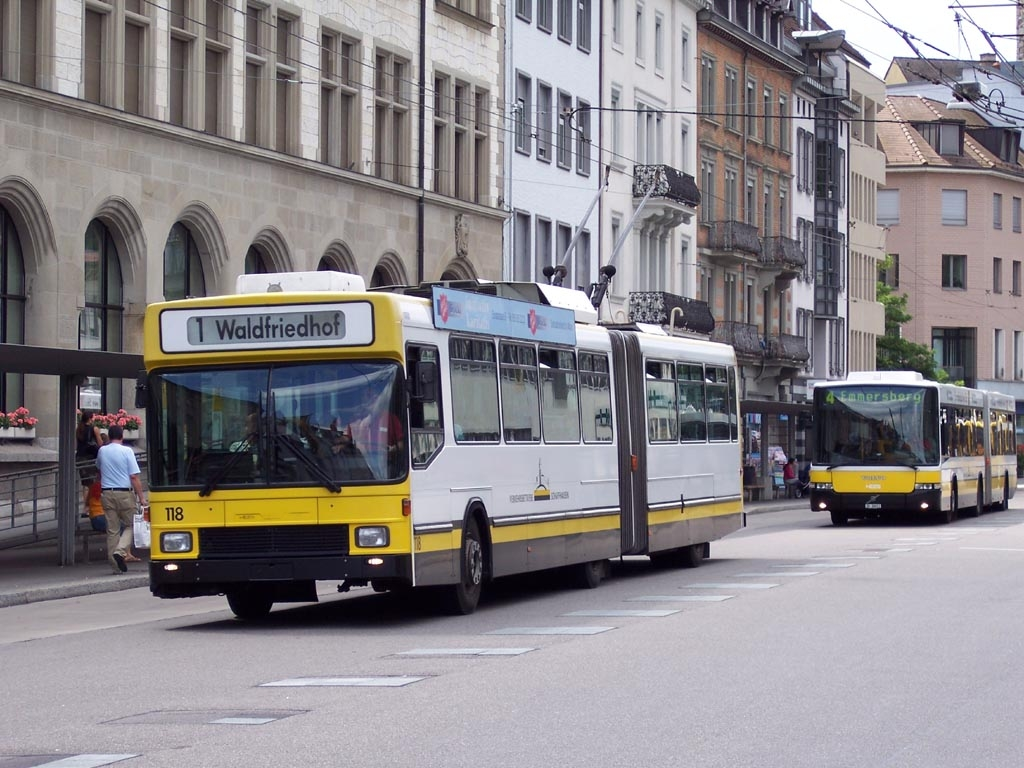
Ein – mittlerweile ausgemusterter – Trolleybus und ein Autobus der VBSH

Die Verkehrsbetriebe Schaffhausen (VBSH oder veraltet VBSch), bis 1966 Strassenbahn Schaffhausen SchSt, waren ein Verkehrsunternehmen im Schweizer Kanton Schaffhausen. Sie bediente die Stadt Schaffhausen und die Nachbargemeinde Neuhausen am Rheinfall, deren Linien seit dessen Bestehen in den Tarifverbund Ostwind integriert waren. Laut Eigenangaben beförderte die Gesellschaft jährlich 13 Millionen Passagiere.
2019 fusionierten die Verkehrsbetriebe Schaffhausen mit den Regionalen Verkehrsbetriebe Schaffhausen (RVSH) zu den Verkehrsbetrieben Schaffhausen vbsh.
Das Unternehmen wurde anlässlich der Eröffnung der Strassenbahn Schaffhausen gegründet, diese verkehrte erstmals am 13. April 1901. Seit 1928 ergänzen Autobusse den Stadtverkehr, wenngleich diese – im Auftrag der SchSt beziehungsweise der VBSH – bis 1984  vom Privatunternehmen Rattin betrieben wurden. Eine Tarifgemeinschaft zwischen den beiden Verkehrsmitteln besteht seit dem 1. Mai 1954. Die Umbenennung erfolgte schliesslich im Zuge der Umstellung der Strassenbahn auf Trolleybus, das letzte Tram verkehrte am 23. September 1966.
Zusätzlich sind die Verkehrsbetriebe Schaffhausen mit der Geschäftsführung der Regionale Verkehrsbetriebe Schaffhausen RVSH AG, des Tarifverbunds Schaffhausen und seit 2005 auch der Schweizerischen Schifffahrtsgesellschaft Untersee und Rhein (URh) beauftragt.

## Fahrzeuge
Die VBSH benutzt derzeit sieben Trolleybusse des Typs Swisstrolley 3 von Carrosserie Hess, einen Volvo-Autobus des Typs 7700A, zwölf Mercedes-Autobusse des Typs Citaro C2, sieben Volvo-Autobus des Typs 7700B9L, zwei HESS/Volvo-Autobusse des Typs B7L und zwölf HESS/Volvo-Autobusse des Typs B7LA (Stand Ende 2015). 2019 wurde ein Testbetrieb mit einem Batteriebus der Firma Irizar gestartet. Der Test musste jedoch bereits am ersten Tag wegen eines Wackelkontakts unterbrochen werden.

## Linien

### Trolleybus
→ Hauptartikel: Trolleybus Schaffhausen
- 1 Neuhausen Herbstäcker – Waldfriedhof (je nach Fahrtrichtung 7,7 beziehungsweise 6,8 km, Einsatz von Gelenk-Trolleybussen sowie Gelenk-Autobussen)

### Autobus
- 3 Sommerwies – Krummacker (8,4 km, Einsatz von Gelenk-Autobussen)
- 4 Birch – Gruben (7,0 km, Einsatz von Gelenk-Autobussen)
- 5 Bahnhof SH – Herblingen (Einsatz von Standard-Autobussen, an Stosszeiten auch Gelenk-Autobusse)
- 6 Buchtalen – Spital/Falkeneck (Ebnat) (13,6 km, Einsatz von Standard-Autobussen)
- 7 Bahnhof SH - Neuhausen Bahnhof SBB
- 8 Bahnhof SH – Im Freien (Einsatz von Standard-Autobussen)
- 9 Ebnat – Bahnhof Schaffhausen-Herblingen – Einkaufszentrum Herblinger Markt (Einsatz von Standard-Autobussen)
- 10 Bahnhof SH Nord - Mühlental - Schweizersbild - Falkeneck (Einsatz von Standard-Autobussen)

In den Nächten auf Samstag und Sonntag verkehren zudem die vier Nachtbus-Linien N1 bis N4.

## Fahrgastinformation

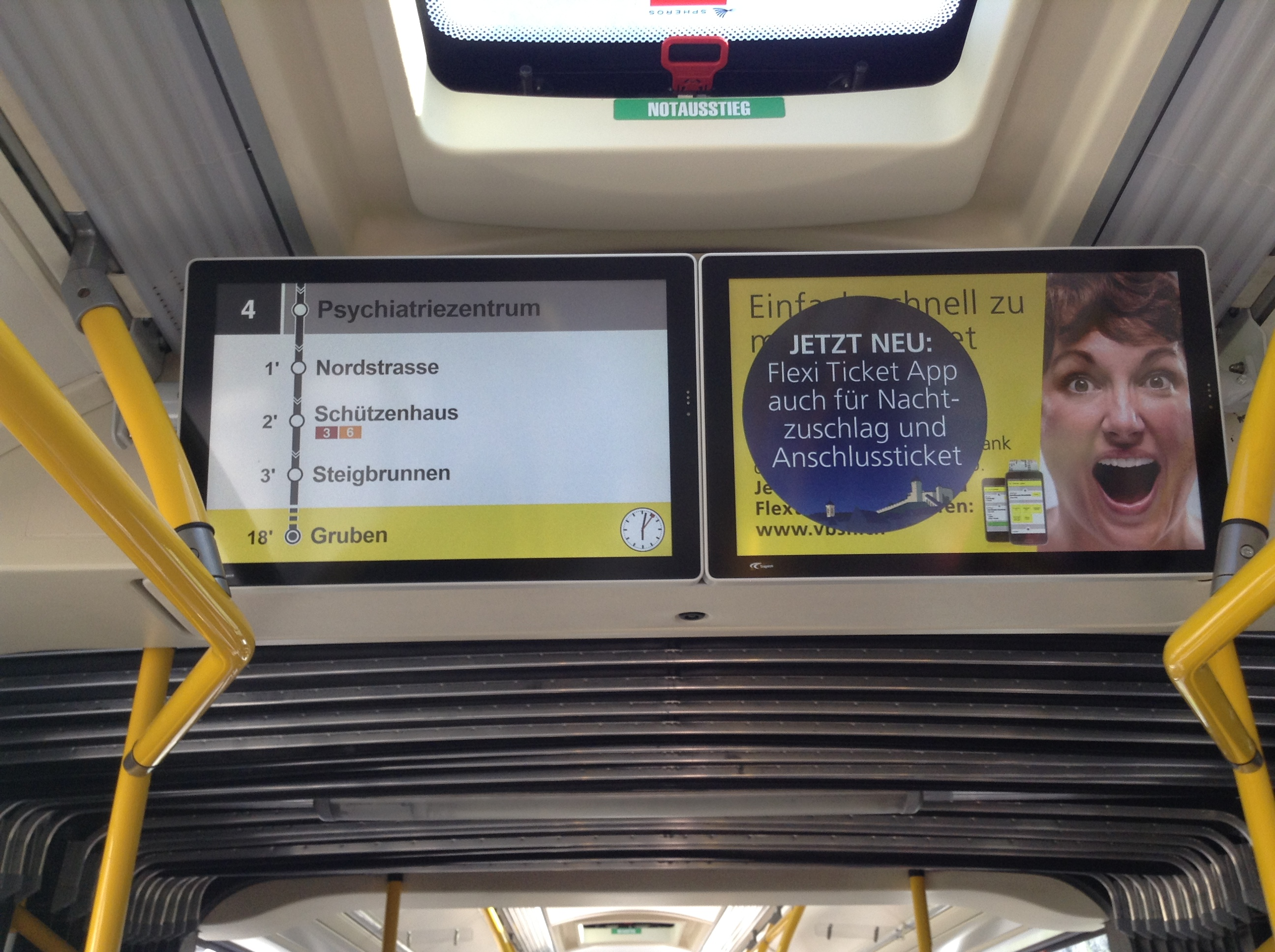
Links die Fahrgastinformation (Haltestellenanzeige), Rechts passengertv in einem Volvo 7700 der VBSH

In den Fahrzeugen werden die Fahrgäste über das sogenannte passengertv informiert, hierbei handelt es sich um einen Bildschirm auf dem neben aktuellen Fahrtinformationen auch Werbung, Nachrichten und das Wetter angezeigt werden. Schweizweit ist dieses System, bei den meisten Unternehmen, seit Jahren schon im Einsatz.